# Nikola Portner
Nikola Portner (ur. 19 listopada 1993 w Lyonie) – szwajcarski piłkarz ręczny, reprezentant kraju grający na pozycji bramkarza w niemieckim klubie SC Magdeburg.